# 圆拟鲈
圆拟鲈（学名：Parapercis cylindrica），又稱圓虎鱚，俗名海狗甘仔、舉目魚、沙鱸，为輻鰭魚綱鱸形目鱷鱚亞目虎鱚科的其中一種。

## 分布
本魚分布于西太平洋區，包括日本、台灣、中國、香港、印尼、菲律賓、新喀里多尼亞、巴布亞紐幾內亞、帛琉、澳洲、馬紹爾群島等海域。

## 深度
水深1至20公尺。

## 特徵
本魚體近圓柱形，被小型櫛鱗或圓鱗。背鰭具有5枚硬棘；背鰭軟條21至21枚；臀鰭硬棘1枚；臀鰭軟條17枚，下頷外列齒10枚，體側及頭部背面淡黃綠色，腹部淡灰色，體側約有10條暗色橫帶；頭側有2條黑褐色斜帶。背鰭硬棘部灰黃色，中央有一大黑斑；臀鰭淡灰色，鰭條間有2至3列小黑點，體長可達23公分。

## 生態
本魚棲息於珊瑚礁表面或底部的砂石區，屬肉食性，以小魚或底棲無脊椎動物為食。

## 經濟利用
可食用，適合油炸，但多以下雜魚處理。